# Новые Раскаецы
Новые Раскаецы, Рэскэеций Ной, Новые Раскайцы (рум. Răscăieţii Noi) — село в Штефан-Водском районе Молдавии. Наряду с селом Раскаецы входит в состав коммуны Раскаецы.

## География
Село расположено на высоте 148 метров над уровнем моря.

## Население
По данным переписи населения 2004 года, в селе Рэскэеций Ной проживает 669 человек (338 мужчин, 331 женщина).
Этнический состав села:
| Национальность | Число жителей | Процентный состав |
| -------------- | ------------- | ----------------- |
| молдаване      | 647           | 96,71             |
| украинцы       | 12            | 1,79              |
| русские        | 8             | 1,2               |
| румыны         | 1             | 0,15              |
| прочие         | 1             | 0,15              |
| Всего          | 669           | 100 %             |